# Свети Йоан Кръстител (Мачкатица)
„Свети Йоан Кръстител“ (на сръбски: Храм св. Јована Крститеља) е възрожденска православна църква в сурдулишкото село Мачкатица, югоизточната част на Сърбия. Част е от Вранската епархия на Сръбската православна църква.
Църквата е изградена в 1862 година от майстор Китан Кузманов, представител на Дебърската художествена школа. Стенописите са от перидона между двете световни войни, дело на свещеник Николай, по произход руснак.